# 国道453号

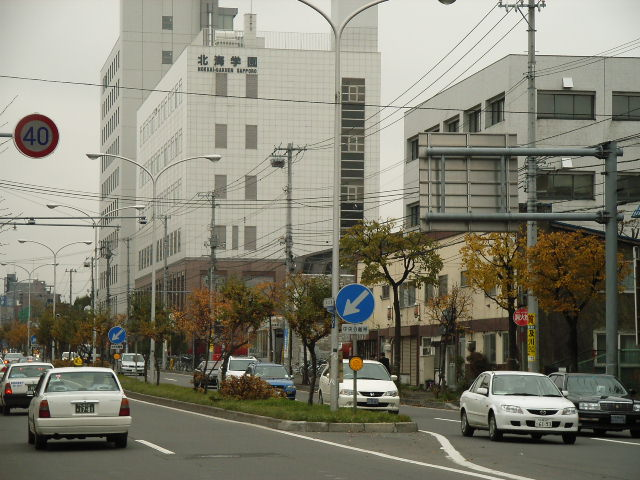
札幌市豊平区（北海学園大学付近）
2004年11月

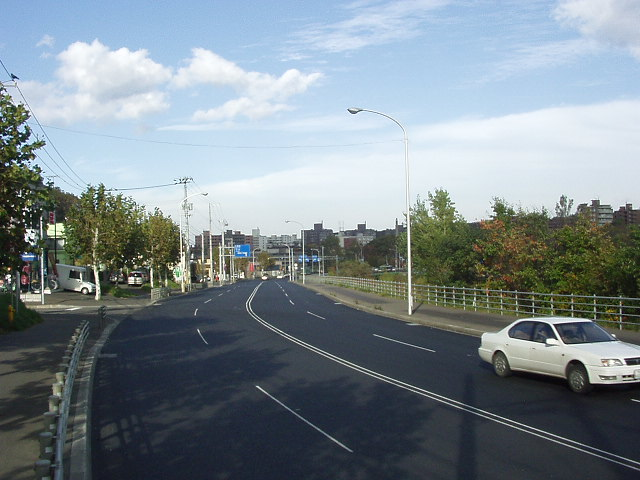
札幌市南区
2004年10月

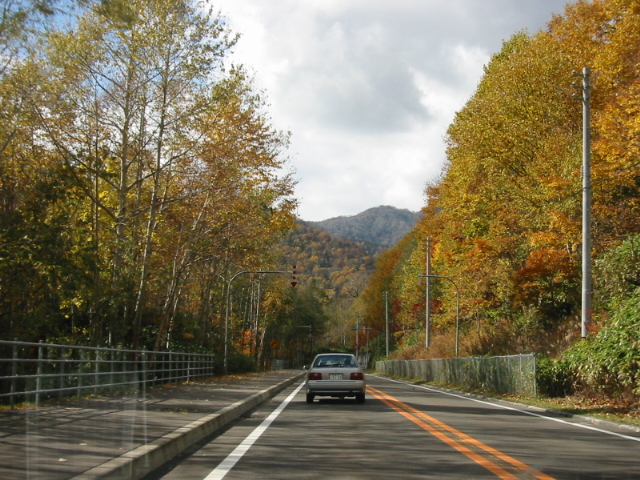
支笏湖へと続く国道453号

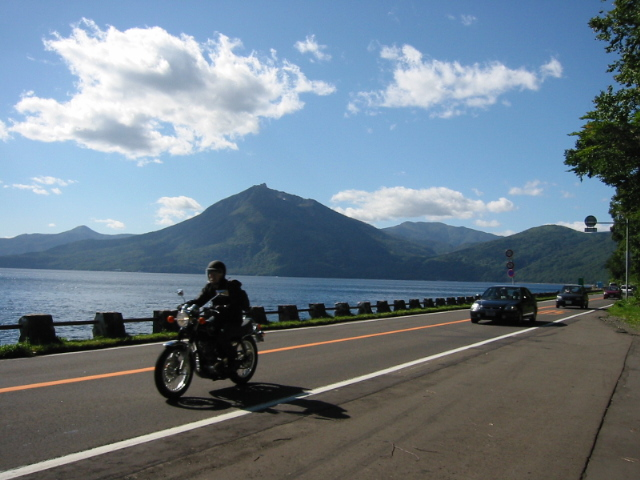
支笏湖畔沿いの国道453号

国道453号（こくどう453ごう）は、北海道札幌市豊平区から伊達市に至る一般国道である。

## 概要

### 路線データ
一般国道の路線を指定する政令に基づく起終点および重要な経過地は次のとおり。
- 起点：札幌市（札幌市中央区北1条西3丁目、北1条西3丁目交差点 = 国道12号・国道36号・国道230号・北海道道18号交点）
- 終点：伊達市（伊達市長和町501番、国道37号交点、北海道道779号南黄金長和線終点）
- 重要な経過地：恵庭市（盤尻）、千歳市（幌美内）、苫小牧市、北海道有珠郡大滝村[注釈 2]
- 総延長 : 123.1 km（北海道 101.3 km、札幌市 21.7 km）重用延長を含む。[2][注釈 3]
- 重用延長 : 34.5 km（北海道 34.5 km、札幌市 0.0 km）[2][注釈 3]
- 未供用延長 : なし[2][注釈 3]
- 実延長 : 88.5 km（北海道 66.8 km、札幌市 21.7 km）[2][注釈 3]
  - 現道 : 88.5 km（北海道 66.8 km、札幌市 21.7 km）[2][注釈 3]
  - 旧道 : なし[2][注釈 3]
  - 新道 : なし[2][注釈 3]
- 指定区間：全線[3]

## 歴史
千歳市幌美内 - 千歳市支笏湖温泉の間は、支笏湖畔有料道路という有料道路に指定されていた時期がある。1993年（平成5年）に北海道道512号札幌支笏湖線、北海道道723号洞爺湖大滝線の全区間、北海道道233号伊達洞爺線の一部区間が昇格した。

### 年表
- 1993年（平成5年）4月1日 - 一般国道453号（札幌市 - 伊達市）として指定施行[4]。

## 路線状況

### 通称
- 菊水旭山公園通（札幌市内、起点からの短距離のみ）
- 平岸通（札幌市内）
- 中の島通（札幌市内）
- 真駒内通（札幌市内）
- 支笏湖通
- 蟠渓道路（伊達市 - 有珠郡壮瞥町間。胆振線跡を活用）[5][6]
- 有珠国道

### 重複区間
- 国道276号（苫小牧市丸山・丸山交点 - 伊達市大滝区三階滝町・三階滝町交点）

### 道路施設

#### 道の駅
- 胆振総合振興局

  - そうべつ情報館i(アイ)（有珠郡壮瞥町）

## 地理

### 通過する自治体
- 北海道
  - 石狩振興局
    - 札幌市（中央区 - 豊平区 - 南区） - 恵庭市 - 千歳市

  - 胆振総合振興局
    - 苫小牧市

  - 石狩振興局
    - 千歳市

  - 胆振総合振興局
    - 伊達市 - 有珠郡壮瞥町 - 伊達市

### 交差する道路
石狩振興局
札幌市中央区
- 国道12号、国道36号、国道230号、北海道道18号（北1条西3。起点）

札幌市豊平区
- 国道36号 : 豊平4条5丁目（豊平3-5）
- 北海道道89号札幌環状線 : 平岸3条5丁目（平岸3条5丁目交点）
- 北海道道453号西野白石線 : 平岸3条13丁目（平岸3条13丁目交点）

札幌市南区
- 北海道道82号西野真駒内清田線 : 真駒内曙町2丁目（真駒内曙町2丁目交点）
- 北海道道341号真駒内御料札幌線 : 常盤6条2丁目（常盤6条2丁目交点）

恵庭市
- 北海道道117号恵庭岳公園線 : 盤尻（盤尻交点）
- 北海道道78号支笏湖線 : 盤尻（盤尻交点）

千歳市
- 北海道道730号丸駒線 : 幌美内（幌美内交点）
- 北海道道16号支笏湖公園線 : 水明郷（水明郷交点）

胆振総合振興局
苫小牧市
- 国道276号 : 丸山（丸山交点）

（国道276号との重複区間は省略）
伊達市
- 国道276号 : 大滝区三階滝町（三階滝町交点）
- 北海道道86号白老大滝線 : 大滝区三階滝町（三階滝町交点）

有珠郡壮瞥町
- 北海道道2号洞爺湖登別線 : 久保内（久保内交点）
- 北海道道519号滝之町伊達線 : 滝之町（滝之町交点）
- 北海道道2号洞爺湖登別線 : 滝之町（滝之町交点）

伊達市
- 北海道道703号洞爺湖公園線 : 上長和町（上長和町交点）
- 国道37号・北海道道779号南黄金長和線 : 長和町（長和町、終点）

### 沿線
- 札幌市営地下鉄東豊線学園前駅 - 札幌市豊平区
- 北海道立真駒内公園屋内競技場（真駒内セキスイハイムアイスアリーナ） - 札幌市南区
- 札幌芸術の森美術館 - 札幌市南区
- 支笏湖 - 千歳市
- 支笏湖温泉 - 千歳市
- 北湯沢温泉 - 伊達市大滝区
- 蟠渓温泉 - 壮瞥町
- 横綱北の湖記念館 - 壮瞥町